# 杉並区立中央図書館
杉並区立中央図書館（すぎなみくりつちゅうおうとしょかん）は、東京都杉並区荻窪3丁目に所在する区立図書館。
杉並区立図書館の中央館であり、杉並区に13ある図書館の中心的な役割を担っている。2020年度末の蔵書数は696,924冊であり、杉並区立図書館全体の2,092,868冊の約3分の1を有している。

## 歴史
1982年（昭和57年）10月5日に開館した。杉並区政五十周年記念施設とされている。それ以前は通りを隔てた現在の杉並区立荻窪体育館（中央図書館北側）敷地内に「杉並図書館」として杉並区立公民館と共に所在した。
2006年（平成18年）3月には隣接する敷地に杉並区立読書の森公園が開園した。読書の森公園にはインドのデリーに本部を置くガンジー修養所再建トラストから杉並区へ寄贈されたマハトマ・ガンジー像（ブロンズ像）が設置されている。
2013年度（平成25年度）から館内運営を民間委託し、図書館流通センターが行っている。令和元年4月1日より改修工事のため休業し、令和2年9月5日にリニューアルオープンした。その際に1階にあった児童図書などは、2階に移り拡充された。
2022年（令和4年）1月21日から、杉並区業務継続計画（BCP）に基づき、新型コロナウイルス感染症対策業務（保健所業務）に職員を派遣することに伴い、2月13日までの間、柿木図書館、高円寺図書館、西荻図書館の3館を臨時休館した。

## 施設概要
出典：
- 敷地面積：5,097.84平方メートル
- 延床面積：4,397.14平方メートル

読書の森公園内に設置されているガンジー像

- 構造規模：鉄筋コンクリート造、地下1階・地上2階建

- 駐輪場あり・身障者用駐車場（2台）あり（※ 一般利用は不可）
- 館内エレベーター・多目的トイレ設置済み

## 館内
出典：
- 地上1階：OPAC・一般開架・参考図書室・カウンター・事務室・多目的トイレ・カフェ・エレベーターなど。
  - 参考図書室・杉並資料室（レファレンスコーナー）への入室時は手荷物を室外に設置されているコインロッカーへ預け入れる必要がある[7]。室内へは筆記用具以外の持込みは不可。
  - 館内にはコピー機が設置されており、著作権法で認められた範囲で複写が撮れる。
  - カフェは民間委託されている.
  - 階段の手前に電源付きパソコン利用席（4席）が設置されている。
- 地上2階：視聴覚障害者サービス室・児童図書・会議室・調べものコーナー（コンセント・有線LAN完備）・エレベーターなど。
  - 会議室は予約が必要。（予約が無い時には一般開放される。）
- 地下1階：雑誌コーナー・新聞コーナー・保存書庫・視聴覚ホール・機械室・エレベーターなど。

## 交通
- JR中央線・東京メトロ「荻窪駅」南口下車徒歩10分
- JR中央線「阿佐ケ谷駅」南口下車徒歩15分
- 東京メトロ「南阿佐ケ谷駅」下車徒歩10分
- 西武バス・関東バス「天沼」停留所下車徒歩3分